# Reinhold Hohl
Reinhold Daniel Hohl (* 6. Juli 1929 in Zürich; † 9. August 2014 in Rheinfelden) war ein schweizerischer Kunsthistoriker.

## Leben und Werk
Reinhold Hohl entstammte einer aus dem Kanton Appenzell Ausserrhoden kommenden Familie. Er veröffentlichte mit 21 Jahren seinen ersten Aufsatz in der Weltwoche. Am 1. Dezember 1950 erschien sein Artikel über Le Corbusiers Unité d’Habitation («Wohnstadt») in Marseille. Er konnte daraufhin Kunstgeschichte studieren. Er publizierte in Zeitungen und Zeitschriften. Von 1951 bis 1954 studierte Hohl an der Sorbonne in Paris und schloss mit der Licence en lettres in den Fächern Kunstgeschichte und Psychologie ab. 1961 wurde er an der Universität Basel promoviert.
Hohl war Lehrbeauftragter am Lehrstuhl für Kunstgeschichte an der Abteilung für Geistes- und Sozialwissenschaften der ETH Zürich und leitete dort von 1983 bis 1991 die Graphische Sammlung. Ab 1983  baute er den Bereich der amerikanischen Druckgraphik, beginnend mit Walasse Tings One cent life, auf und erwarb in der Folge Andy Warhols Electric Chair von 1971 sowie Blätter von John Baldessari, John Cage und James Lee Byars. Hohl kuratierte 1989 die erste Ausstellung amerikanischer Druckgraphik der Graphischen Sammlung, die dem amerikanischen Minimalisten Richard Serra gewidmet war. 1988 wurde Hohl Titularprofessor der ETH Zürich. 1994 wurde er emeritiert.
Hohl war Kunstpublizist und gab zahlreiche Schriften zur alten und modernen Kunst heraus. Er galt als Experte für das Leben und Werk von Alberto Giacometti, über den er mehrere Publikationen veröffentlichte. Zudem war er als Fachmann für  Giacometti-Fälschungen bekannt. 1980 nahm er gemeinsam mit Ernst Beyeler und Martin Schwander und die Auswahl der Exponate für die renommierte Skulpturenausstellung im Wenkenpark in Riehen vor.
Hohl war Mitglied des Internationalen Kunstkritiker-Verbands Sektion Schweiz (AICA).

## Schriften (Auswahl)
- Einleitung und Erläuterung zu: Iranische Bild- und Verskunst. Indo-persische Miniaturen aus einer Ferdousi- und einer Nezami-Handschrift. Verse persischer Dichter der klassischen Zeit (10.–14. Jahrhundert). Aus dem Persischen verdeutscht von Rudolf Gelpke. Hallwag, Bern, Stuttgart 1964.
- Die Sixtina. Fresken der Sixtinischen Kapelle in Rom. Hallwag, Bern 1965 (16. S, vorwiegend Illustrationen).
- Claude Lorrain und die barocke Landschaftszeichnung. Das Landschaftslavis als prägnante Gestalt der Barockkunst, die Entwicklung in Rom von Adam Elsheimer bis Claude Lorrain. Buchdruckerei National-Zeitung, Basel 1972 (Dissertation, Universität Basel, 1961).
- Alberto Giacometti. Hatje, Stuttgart 1971; 2. Auflage 1987, ISBN 3-7757-0013-7.
- Beitrag in: Alberto Giacometti: Zeichnungen und Druckgraphik. Ausstellungskatalog Tübingen, Hamburg, Basel, Nijmegen. Hatje, Stuttgart 1981, ISBN 3-7757-0161-3.
- Beitrag in: Peter Beye, Dieter Honisch (Hrsg.): Alberto Giacometti. Ausstellungskatalog Nationalgalerie SMPK Berlin und  Staatsgalerie Stuttgart. Prestel, München 1987, ISBN 3-79130846-7.
- als Hrsg.: Alberto Giacometti. Eine Bildbiographie. Hatje, Ostfildern-Ruit 1998, ISBN 3-7757-0752-2.
- Beitrag in: Ernst Beyeler, Philippe Büttner, Ulf Küster: Sammlung Beyeler. Hatje Cantz, Ostfildern 2007, ISBN 978-3-77571945-2.